# François Lacour
François Fernand Emile Albert Lacour (* 12. April 1907 in Abidos; † 16. November 1986 in Clichy) war ein französischer Autorennfahrer, der seine Rennen auch unter dem Pseudonym Martial bestritt.

## Karriere als Rennfahrer
François Lacour war zu Beginn der 1950er-Jahre im Sportwagensport aktiv. In diesem Zusammenhang bestritt er zweimal das 24-Stunden-Rennen von Le Mans. 1950 war er Partner von Pierre Veyron im von einem 5-Liter-Dieselmotor angetriebenen M.A.P. Der Wagen fiel nach 39 gefahrenen Runden wegen eines Lecks im Wassertank aus. 1952 fuhr er das Rennen gemeinsam mit Mario Damonte auf einem Osca MT4 1300 Coupe Vignale. Diesmal wurde der Einsatz von einem Kupplungsschaden gestoppt.

## Statistik

### Le-Mans-Ergebnisse
| Jahr | Team                | Fahrzeug                    | Teamkollege   | Platzierung | Ausfallgrund       |
| ---- | ------------------- | --------------------------- | ------------- | ----------- | ------------------ |
| 1950 | M.A.P               | M.A.P                       | Pierre Veyron | Ausfall     | Leck im Wassertank |
| 1952 | Automobili O.S.C.A. | Osca MT4 1300 Coupe Vignale | Mario Damonte | Ausfall     | Kupplungsschaden   |